# بال‌توری‌سانان
بال‌توری‌سانان (Neuroptera) راسته‌ای از حشرات از بالاراسته هام‌دگردیسان (Holometabola یا درون‌بالداران: Endopterygota) هستند. هام‌دگردیسان حشراتی هستند با استحاله و سوخت‌وساز کامل.

## پانویس‌ها و منابع

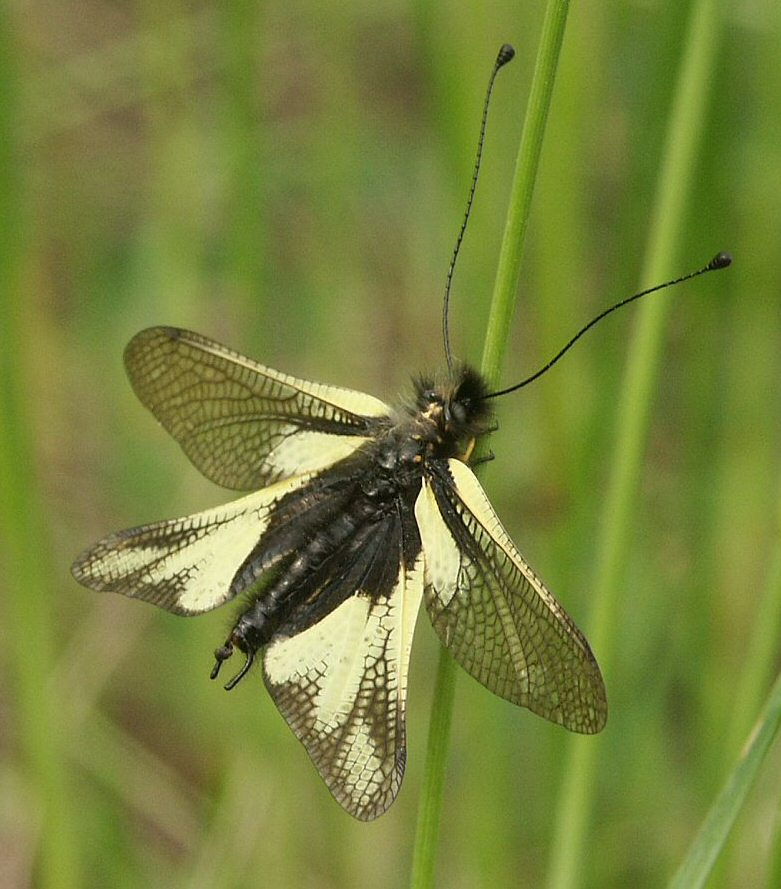
مگس جغدی (Libelloides coccajus)
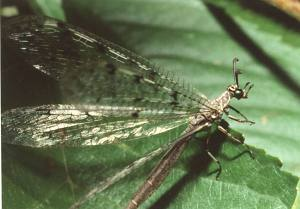
یک شیرمور (Euroleon nostras)
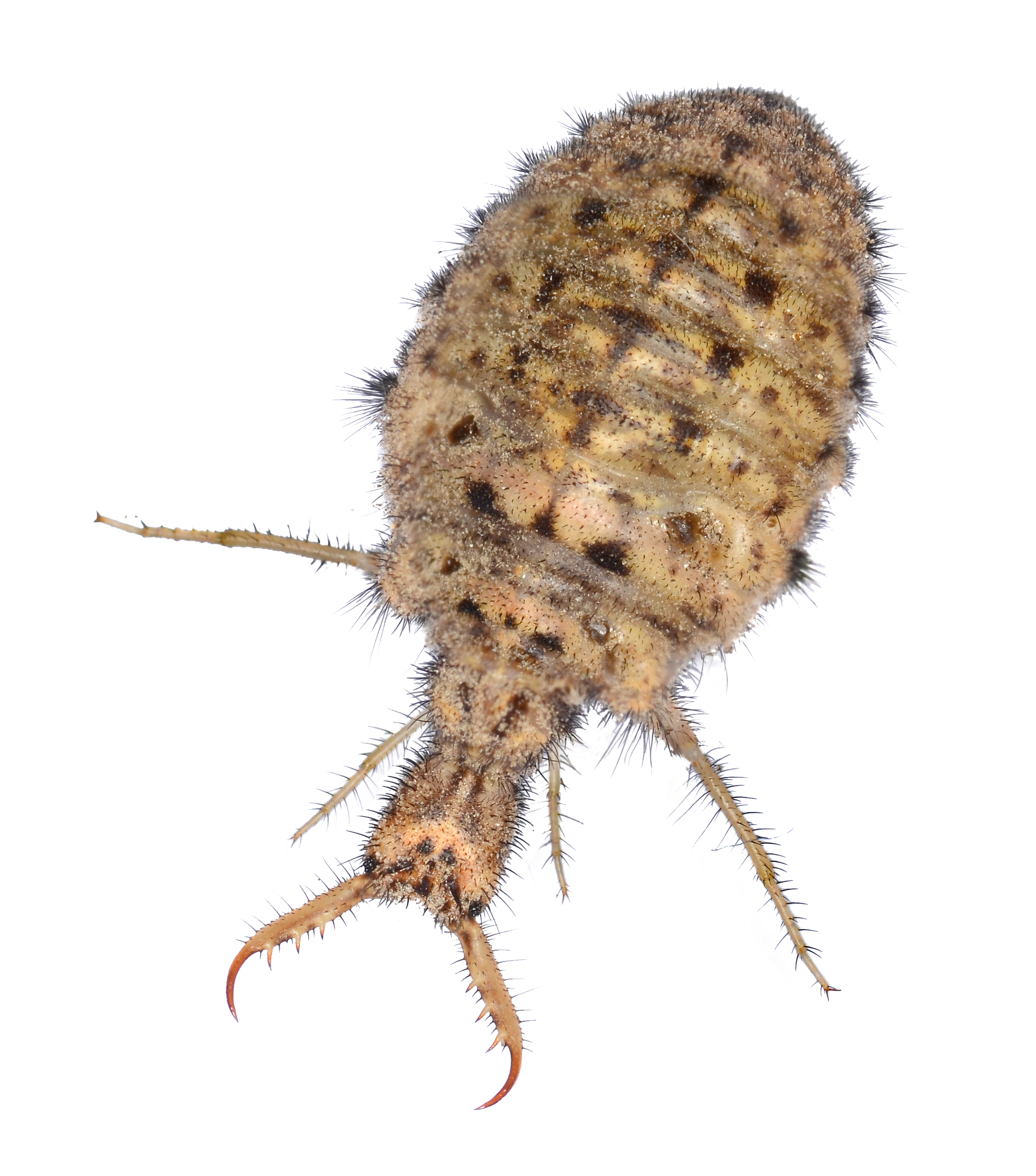
کرمینه شیرمور